# Lerista chordae
Lerista chordae — вид сцинкоподібних ящірок родини сцинкових (Scincidae). Ендемік Австралії.

## Поширення і екологія
Lerista chordae мешкають у внутрішніх районах Квінсленду, в регіоні пустельних нагір'їв, між Торренс-Кріком і Арамаком. Вони живуть у відкритих рідколіссях з рідким купинним підліском.

## Збереження
МСОП класифікує цей вид як вразливий. Lerista chordae загрожує знищення природного середовища.